# Perisama thryoessa
Perisama thryoessa är en fjärilsart som beskrevs av Hans Fruhstorfer 1916. Perisama thryoessa ingår i släktet Perisama och familjen praktfjärilar. Inga underarter finns listade i Catalogue of Life.